# Achille Souchard
Alphonse Achille Souchard (17 de maio de 1900 — 24 de setembro de 1976) foi um ciclista francês que competiu na prova de estrada individual nos Jogos Olímpicos de Verão de 1920 em Antuérpia, terminando em décimo lugar e conquistou a medalha de ouro no contrarrelógio por equipes, junto com Fernand Canteloube, Georges Detreille e Marcel Gobillot.
Depois de vencer várias corridas amadoras em 1922–23, incluindo o Campeonato Francês de Estrada, tornou-se profissional e novamente conquistou o título nacional em 1925 e 1926. Competiu no Tour de France 1924, mas não terminou.